# Saint-Georges (Kanada)
Saint-Georges – miasto w Kanadzie, w prowincji Quebec, w regionie Chaudière-Appalaches i MRC Beauce-Sartigan.
Historia miasta sięga czasów Nowej Francji, kiedy to w połowie XVIII wieku założono na obszarze dzisiejszego miasta dwa senioraty - Aubin-de-l'Isle i Aubert-Gallion. Znaczący rozwój osadnictwa miał miejsce po przekazaniu ich seniorowi George'owi Pozerowi (od którego imienia pochodzi nazwa miasta) w 1807 roku. Gmina Saint-Georges została oficjalnie utworzona w 1856 roku.
Liczba mieszkańców Saint-Georges wynosi 29 616. Język francuski jest językiem ojczystym dla 98,5%, angielski dla 0,6% mieszkańców (2006).

## Współpraca
Miejscowości partnerskie:
- Frasnes-lez-Anvaing, Belgia
- Lisieux, Francja